# La Chapelle-en-Valgaudémar
La Chapelle-en-Valgaudémar är en kommun i departementet Hautes-Alpes i regionen Provence-Alpes-Côte d'Azur i sydöstra Frankrike. Kommunen ligger  i kantonen Saint-Firmin som ligger i arrondissementet Gap. År 2022 hade La Chapelle-en-Valgaudémar 114 invånare.

## Befolkningsutveckling
Antalet invånare i kommunen La Chapelle-en-Valgaudémar
Referens:INSEE